# Live-uitzending

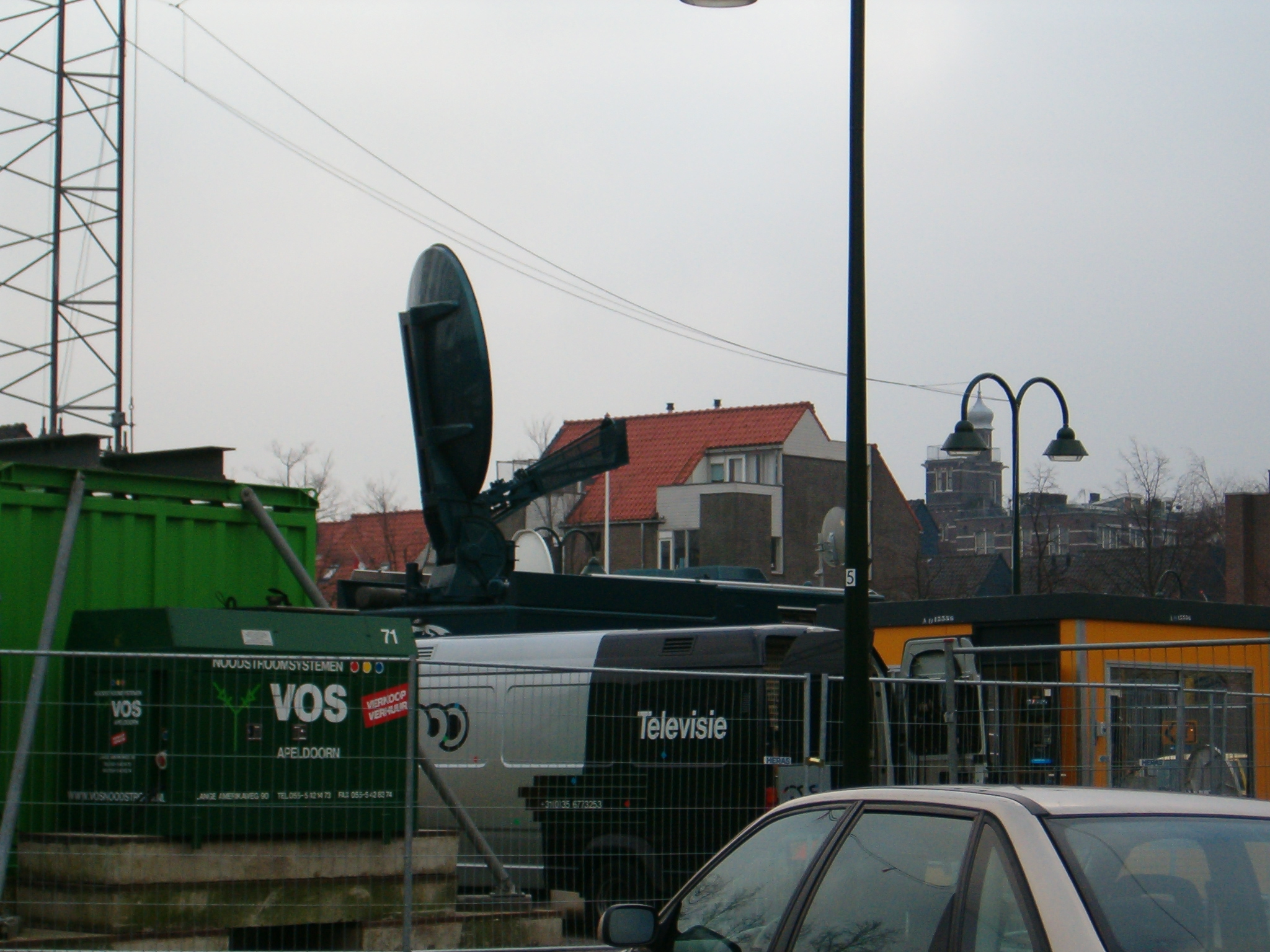
Satellietwagens die worden gebruikt om camerabeelden rechtstreeks door te geven. Foto genomen tijdens live-uitzending van de begrafenis van prins Bernhard in Delft (2004)

Een live-uitzending of rechtstreekse uitzending is een uitzending op radio of televisie van een op hetzelfde moment plaatsvindende gebeurtenis. Bij internet spreekt men veelal van 'streamen' en livestream.
In een televisieprogramma wordt vaak het woord LIVE in de hoek getoond. Nadeel daarvan is dat de uitzending, bijvoorbeeld door mensen thuis of door een ander televisiestation, kan worden opgenomen om later te vertonen, waarbij het woordje LIVE niet verdwijnt. Ook om andere reden is dat woordje niet altijd betrouwbaar: wordt een programma live uit de studio gepresenteerd, dan wordt er soms afgewisseld met eerder opgenomen interviews, waarbij ten onrechte het woord LIVE blijft staan.
Als een programma live wordt uitgezonden, zijn de kijkers of luisteraars direct op de hoogte van een actuele gebeurtenis. Voor een studioprogramma (een journaal bijvoorbeeld) betekent dat dat men direct kan reageren op de actualiteit. Verder is het zo dat wat er ook gebeurt of gezegd wordt, er geen montage is waarin delen kunnen worden weggelaten, of delen van het beeld geblurd (vervaagd), zwart gemaakt of door een ander beeld vervangen, of delen van het geluid vervangen door een pieptoon of stilte, bijvoorbeeld in verband met privacy, of ongepastheid voor de doelgroep. Voor degenen die het programma maken is het lastig dat fouten (de spreker verspreekt zich of er wordt de verkeerde muziek gespeeld; in een journaaluitzending zijn dergelijke missers geen zeldzaamheid) niet kunnen worden hersteld. Voor de kijker/luisteraar heeft een en ander ook iets positiefs, de spanning is groter, en beelden en geluiden (waaronder gesproken woorden) die anders zouden worden weggelaten vinden sommigen juist interessant of ze vinden de fouten vermakelijk.

## Semi-live
Soms wordt gekozen voor een semi-live-uitzending: dat wil zeggen dat er enkele minuten of uren zitten tussen opname en uitzending, waardoor missers of saaie momenten kunnen worden weggeknipt. Bovendien kan muziek die onbedoeld te horen is dan worden verwijderd om kosten voor het uitzenden te vermijden.
Een interview in een andere taal wordt bij voorkeur eerder opgenomen, zodat het kan worden ondertiteld. Deze vorm van uitzending wordt ook "live on tape" genoemd.

## Bijna live
De Nederlandse televisie heeft de vaardigheid ontwikkeld om in een vreemde taal gesproken teksten in een minimaal tijdsbestek te vertalen. Een toespraak van een Amerikaanse president bijvoorbeeld kan bijna live, met een vertraging van minder dan een minuut, ondertiteld worden uitgezonden.
In de Verenigde Staten klonk ook een pleidooi voor "bijna-live-uitzendingen", toen bij de Super Bowl in 2004 Janet Jackson haar borst had laten ontbloten, wat volgens de Amerikaanse normen een ernstige faux pas is. Met een vertraging van een minuut zou, meende men, een alerte regisseur in staat moeten zijn zo'n 'scabreus' moment uit de uitzending te houden. Dat gebeurde bij de Super Bowl in februari 2006: de uitzending werd met vijf seconden vertraging uitgezonden waardoor tijdens het optreden van The Rolling Stones de woorden "You make a dead man come" (uit het liedje Start Me Up) onhoorbaar gemaakt konden worden.